# Liturgusa sinvalnetoi
Liturgusa sinvalnetoi är en bönsyrseart som beskrevs av Toledo Piza 1982. Liturgusa sinvalnetoi ingår i släktet Liturgusa och familjen Liturgusidae. Inga underarter finns listade i Catalogue of Life.